# Urmeristem
Urmeristeme sind teilungsfähige Zellen des Pflanzenembryos. Sie können aber auch direkt aus dem Gewebe des Embryos hervorgehen. Wenn letzteres der Fall ist, behalten die Zellen ihre Teilungsfähigkeit über das Embryonalstadium hinaus bei. Alle anderen Bereiche hingegen verlieren oder schränken ihre Teilungsfähigkeit ein.